# Estou de Passagem

Ver: Todos os Álbuns de estúdio

Estou de Passagem é o segundo álbum de estúdio, em formato mini LP, da banda portuguesa de rock UHF. Editado em fevereiro de 1982 pela EMI–Valentim de Carvalho.
São seis canções com sonoridade mais longe do pós punk em comparação com o último álbum. Mais leve e com o sintetizador presente. Trata-se de um álbum com mensagem. Os temas são filosóficos e outros marcadamente políticos, caso de "Notícias de El Salvador", que foca a devastadora guerra civil e que dizimou parte da população desse país. A canção é interpretada pelo baixista Carlos Peres. O tema "Antes Que o Dia Nasça" foi gravado no mesmo dia que António M. Ribeiro sofreu um acidente de viação. Com a voz insegura e trémula, o técnico de estúdio experimentou aplicar um flanger proporcionando o disfarce na voz, que se ouve na canção.
O álbum Estou de Passagem atingiu o galardão disco de prata, por vendas superiores a 30 mil unidades. No decorrer da digressão os UHF atuaram no Cine Jardim no Funchal, no dia 3 de março de 1982, tornando-se o primeiro grupo de rock a visitar a ilha da Madeira. Este trabalho marcou a despedida da editora Valentim de Carvalho. No fim do segundo ano, a banda quebrou o contrato de cinco anos e transferiu-se para a Rádio Triunfo, num dos momentos que se viriam a arrepender mais tarde.

## Lista de faixas
O mini álbum de vinil (mini LP) é composto por seis faixas em versão padrão. Carlos Peres partilha a composição com António Manuel Ribeiro nos temas "Concerto" e "Notícias de El Salvador". Os restantes temas são da autoria de António Manuel Ribeiro.[carece de fontes?]
| Lado A |                           |                                   |         |  |
| N.º    | Título                    | Compositor(es)                    | Duração |  |
| 1.     | "Noites Lisboetas"        | António M. Ribeiro                | 3:53    |  |
| 2.     | "Concerto"                | António M. Ribeiro / Carlos Peres | 5:13    |  |
| 3.     | "Notícias de El Salvador" | António M. Ribeiro / Carlos Peres | 3:17    |  |

| Lado B         |                         |                    |         |  |
| N.º            | Título                  | Compositor(es)     | Duração |  |
| 1.             | "Estou de Passagem"     | António M. Ribeiro | 5:03    |  |
| 2.             | "Antes Que o Dia Nasça" | António M. Ribeiro | 4:20    |  |
| 3.             | "Ser Um Actor"          | António M. Ribeiro | 3:48    |  |
| Duração total: | Duração total:          | Duração total:     | 24:54   |  |

## Membros da banda
- António Manuel Ribeiro (vocal, guitarra e sintetizador) [carece de fontes?]
- Carlos Peres (baixo e vocal) [carece de fontes?]
- Renato Gomes (guitarra) [carece de fontes?]
- Zé Carvalho (bateria) [carece de fontes?]